# Banque nationale d'Ukraine
La Banque nationale d'Ukraine (en ukrainien : Національний банк України, НБУ) est la banque centrale ukrainienne, dont le siège est à Kiev.
Le 20 mars 1991, la Verkhovna Rada (parlement ukrainien) adopta un oukase « sur les banques et l'activité bancaire » transformé en loi le 1er mai. Ce décret a proclamé la propriété de la filiale républicaine ukrainienne de la Banque d'État de l'URSS et sur cette base a fondé la nouvelle Banque nationale d'Ukraine.
En fonction de l'article 99 de la constitution de 1996, la banque centrale est la Banque nationale d'Ukraine et sa mission principale est de garantir la stabilité de la monnaie, la hryvnia.

## Gouverneurs de la banque
| Rang | Nom                 | Mandat      |     | Rang               | Nom             | Mandat      |
| ---- | ------------------- | ----------- | --- | ------------------ | --------------- | ----------- |
| 1er  | Volodymyr Matvienko | 1991 - 1992 |     | 11e                | Iakiv Smolii    | 2017 - 2020 |
| 2e   | Vadym Hetman        | 1992 - 1993 | 12e | Kyrylo Chevtchenko | 2020 -2022      |             |
| 3e   | Viktor Iouchtchenko | 1993 - 2000 | 13e | Andriy Pishni      | 2022 - en cours |             |
| 4e   | Volodymyr Stelmakh  | 2000 - 2002 |     |                    |                 |             |
| 5e   | Sergueï Tiguipko    | 2002 - 2004 |     |                    |                 |             |
| 6e   | Volodymyr Stelmakh  | 2004 - 2010 |     |                    |                 |             |
| 7e   | Serhi Arbouzov      | 2010 - 2012 |     |                    |                 |             |
| 8e   | Ihor Sorkin         | 2013 - 2014 |     |                    |                 |             |
| 9e   | Stepan Koubiv       | 2014 - 2014 |     |                    |                 |             |
| 10e  | Valeria Hontaryeva  | 2014 - 2017 |     |                    |                 |             |

## Secteur bancaire

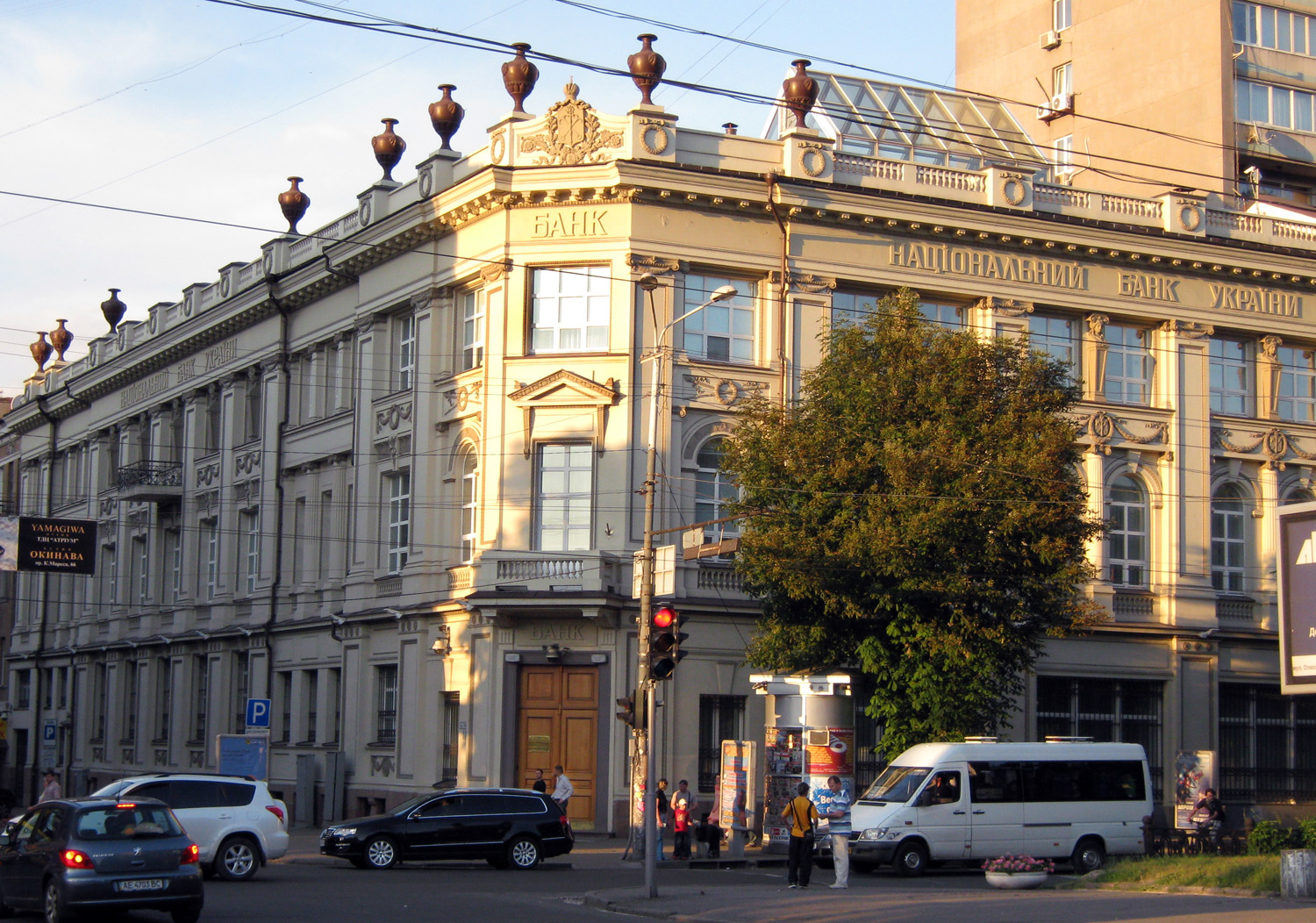
Siège régional à Dnipro.

La banque nationale assure la supervision des 180 banques qui exercent en Ukraine. Plus de quinze banques ont ainsi été mises sous administration de la Banque centrale à l'occasion de la crise financière de 2008-2009[réf. nécessaire].
Les principales banques opérant en Ukraine sont:
- PrivatBank (3 000 agences)
- Oschadbank (ex Sberbank au temps de l'URSS, 6 000 agences)
- Raiffeisen Aval (900 agences)
- Ukrsibbank (groupe BNP Paribas, 700 agences)
- Ukreximbank (banque d'État)